# Sandro Medici
Sandro Medici (Roma, 13 febbraio 1951) è un giornalista, scrittore e politico italiano.

## Biografia
Figlio di un fornaio di San Lorenzo e di una stiratrice di via Donna Olimpia, vive a Roma e per qualche tempo a Melfi, città natale della madre Ofelia. Studente della Facoltà di Architettura, partecipa ai movimenti studenteschi e antimilitaristi. Presta servizio militare obbligatorio nella Sicilia orientale.
Nei primi anni Settanta, per motivi di lavoro, emigra a Torino, dove partecipa alle lotte operaie a Mirafiori, lo stabilimento della FIAT. Dopo aver rinunciato a concludere i suoi studi di architettura, rientra a Roma e scopre la sua maggiore passione accanto alla politica: la scrittura. Entra nella redazione de Il manifesto, con il quale collabora dal 1978 al 1993, e ne è stato, dal luglio 1990 al novembre 1991, direttore, eletto dall'ala più giovane della redazione. Nel 1997 viene eletto nel Consiglio comunale di Roma come indipendente di Rifondazione comunista. Nel 2001 diventa presidente del X Municipio, dove verrà confermato in altre due tornate elettorali, nel 2006 e nel 2008.
La giunta del X Municipio si caratterizza per una serie di iniziative particolari: il caso più degno di nota è quello delle requisizioni delle case sfitte o abbandonate per risolvere l'emergenza abitativa della zona, per cui Medici fu processato e assolto. Altre iniziative importanti furono la civil card, carta distribuita ai figli di coppie straniere nati in Italia per facilitarne l'acquisizione della cittadinanza al raggiungimento della maggiore età, il testamento biologico, vacanze organizzate per gli anziani, interventi a favore dei centri sociali, dell'autogestione e del lavoro, tutela delle aree verdi. La giunta è stata tuttavia criticata per una diatriba sul Pup, che sarebbe dovuto sorgere in via Giulio Agricola: inizialmente favorevole, dopo forti manifestazioni locali contrarie, la giunta cambiò marcia e annullò il Pup. Medici è stato anche protagonista di un affaire non chiaro sul suo possesso di una casa in piazza Cavour: Il Tempo e altri giornali sostennero che vi avesse avuto accesso a prezzo scontato, in contraddizione con le sue idee di requisizione e tutela della casa.
Per le elezioni anticipate per il rinnovo dell'Amministrazione Comunale di Roma del 13 e 14 aprile 2008, Sinistra Critica lo propose come Sindaco, senza però che altre forze politiche e sociali cogliessero tale candidatura.
Si candida invece effettivamente alla carica di sindaco di Roma alle elezioni amministrative del 2013 sostenuto da tre liste: un civica autonoma e indipendente, "Repubblica Romana" (appoggiata nuovamente da Sinistra Critica), dal Partito Pirata e dalla lista unitaria di Rifondazione Comunista e Comunisti Italiani: arriva quinto (su 19 candidati a sindaco), ottenendo 26 825 voti pari al 2,22%, risultato insufficiente per farlo approdare nel consiglio comunale del Campidoglio.
Nel 2014 è candidato con l'Altra Europa con Tsipras alle Elezioni Europee nella circoscrizione Italia centrale, dove ottiene complessivamente 13.462 preferenze, senza essere eletto. In seguito fa parte del Comitato centrale de l'"Altra Europa".
Nel 2016 è candidato come consigliere comunale nella lista "Sinistra X Roma" in appoggio alla candidatura come Sindaco di Stefano Fassina, piazzandosi primo per numero di preferenze, 3.039, comunque insufficienti a essere eletto in consiglio.

## Opere
È autore di cinque opere narrative:
- Vite di poliziotti (Torino, Einaudi)
- Via Po (libro) (Roma, Manifesto Libri, 1987)
- Un figlio (Milano, Baldini & Castoldi, 1996)
- Vulture: racconti dall'oltresud (Napoli, Intra moenia, 2003)
- Demasiado. La crociera dei rivoluzionari mancati (Roma, DeriveApprodi Editore, 2016)
- Meridiano rock (Lecce, Manni Editori. 2024)